# خوسيه إيفو ساتورو
خوسيه إيفو ساتورو (بالبرتغالية: José Ivo Sartori‏) هو سياسي برازيلي، ولد في 25 فبراير 1948 في البرازيل. حزبياً، نشط في حزب الحركة الديمقراطية ‏. انتخب Governor of Rio Grande do Sul ‏ وانتخب عضو مجلس النواب البرازيلي ‏.